# Andy Bisek
Andy Bisek (nacido el 18 de agosto de 1986) es un luchador grecorromana de ascendencia polaca. 

## Instituto y universidad
En el Chaska High School, Bisek finalizó el 3º del Estado. Originalmente, planeó asistir a la Minnesota State-Mankato, pero después de una reunión con Chas Betts, decidió asistir a la Northern Michigan University, donde se graduó.

## Internacional
Bisek compitió en el Campeonato Mundial de Lucha de 2011 y en el Campeonato Mundial de Lucha de 2013, pero no ganó en ninguno de ambos eventos. En el Golden Grand Prix Ivan Poddubny 2013, en los cuartos de final fue eliminado por el ruso Roman Vlasov.
En el Campeonato Mundial de Lucha de 2014, Bisek ganó la medalla de bronce en la categoría de menos de 75 kg.
Bisek también ha competido en la 2014 FILA Wrestling World Cup.